# Liste des évêques de Lubbock
Cette page présente la liste des évêques de Lubbock
Le diocèse de Lubbock (Dioecesis Lubbokensis), au Texas est créé le 25 mars 1983 par démembrement des diocèses d'Amarillo et de San Angelo.

## Liste
- 25 mars 1983 - 6 avril 1993 : Michaël Sheehan (Michaël Jarboe Sheehan), premier évêque, devient archevêque de Santa Fe ;
- 5 avril 1994 - 27 septembre 2016 : Plácido Rodriguez, CMF, auparavant évêque auxiliaire de Chicago, atteint par la limite d'âge ;
- depuis le 27 septembre 2016 : Robert Coerver (Robert Milner Coerver)